# George Wethern
George Wethern (* 1939 in Oakland) ist ein ehemaliger US-amerikanischer Hells Angel. Seitdem er 1972 gegen seine ehemaligen Brüder ausgesagt hatte, lebt er zusammen mit seiner Frau Helen in einem Zeugenschutzprogramm.

## Leben
Wethern wuchs als Sohn eines Barkeepers und einer Telefonistin in Oakland auf. Im Alter von 16 Jahren schmiss er die Schule, nachdem seine damalige Freundin schwanger wurde. Unter dem Druck seiner Mutter verließ er seine Freundin, die das Kind zur Adoption freigab und meldete sich zur United States Air Force, wo er eine Reihe von Disziplinarstrafen erhielt, bis er 1958 unehrenhaft entlassen wurde.
Zurück in Oakland schloss er sich dem dortigen Charter der Hells Angels an, deren Präsident Sonny Barger war. Dieses Charter gilt auf Grund von Bargers Einfluss als „Mother Chapter“ (nicht wie oft fälschlich behauptet wird als „Gründungscharter“) der Hells Angels und in den 1960ern und 1970ern als berüchtigtster Motorcycle Club der Welt. Nachdem er 1960 den Club kurzzeitig verlassen hatte, blieb er von 1960 bis 1970 Mitglied des Clubs. In dieser Zeit war er unter anderem Vizepräsident und verdiente sein Geld vor allem als Drogenkurier. Insbesondere Angel Dust und LSD wurde vor allem an die Hippies in Kalifornien verkauft. Dabei arbeitete Wethern zusammen mit Owsley Stanley bis zu dessen Verhaftung 1967.
Nachdem Wethern 1970 während eines psychotischen Schubs auf Grund von langjährigem Drogenmissbrauchs seinen Freund Zorro anschoss, verließ er die Hells Angels, blieb dem Club aber lose verbunden. In den Jahren 1969 bis 1972 wurden insgesamt drei Leichen auf seiner Ranch außerhalb von Oakland entsorgt. Die erste war die einer jungen Frau, die auf einer Party der Hells Angels angeblich Selbstmord beging. Die beiden anderen Toten waren Prospects der Hells Angels, die infolge eines missglückten Streichs getötet wurden. Wethern hatte mit beiden Fällen jedoch nichts zu tun.
Nachdem ein Mitglied der Hells Angels als Zeuge aussagte, wurden Wethern und seine Frau Helen festgenommen. Im Gefängnis wechselte Wethern die Seiten und sagte gegen seine ehemaligen Freunde aus. Diese Aussagen belasteten auch Barger, der jedoch von der Mordanklage freigesprochen wurde. Anschließend wurde Wethern mit seiner Frau und seinen beiden Kindern in ein Zeugenschutzprogramm verlegt und lebt heute unter falscher Identität.
Wethern verfasste zusammen mit Vincent Colnett ein Buch über sein Leben bis zum Zeugenschutzprogramm. Seine Erlebnisse erschienen erstmals 1978 in den Vereinigten Staaten unter dem Titel A Wayward Angel und wurden 2004 als A Wayward Angel: The Full-Story of the Hell’s Angels by the Former Vice-President of the Oakland Chapter neu aufgelegt. 2012 erschien mit Böser Engel – Die wahre Geschichte der Hells Angels eine deutsche Übersetzung im Riva-Verlag.
Er ist damit der erste ehemalige Hells Angel, der als Kronzeuge gegen den Club aussagte und außerdem der erste Hells Angel, der seine Erlebnisse als Autobiografie veröffentlichte.

## Werke
- George Wethern, Vincent Colnett: Wayward Angel. Penguin Group, 1978, ISBN 0-399-90006-3.
  - Böser Engel. Die wahre Geschichte der Hells Angel. Riva Verlag, München 2012, ISBN 978-3-86883-207-5.